# Katschberghöhe
Katschberghöhe är ett bergspass i Österrike.   Det ligger i distriktet Spittal an der Drau och förbundslandet Kärnten, i den centrala delen av landet, 240 km sydväst om huvudstaden Wien. Katschberghöhe ligger 1 535 meter över havet.
Terrängen runt Katschberghöhe är kuperad åt sydost, men åt nordväst är den bergig. Runt Katschberghöhe är det ganska glesbefolkat, med 29 invånare per kvadratkilometer.. Närmaste större samhälle är Tamsweg, 17,1 km nordost om Katschberghöhe. 
I omgivningarna runt Katschberghöhe växer i huvudsak blandskog.